# Klopački Vrh
Klopački Vrh je naseljeno mjesto u gradu Zenici, Federacija Bosne i Hercegovine, BiH.

## Stanovništvo

### 1991.
Nacionalni sastav stanovništva 1991. godine, bio je sljedeći:
ukupno: 131
- Srbi - 119 (90,84%)
- Muslimani - 6 (4,58%)
- Hrvati - 5 (3,81%)
- ostali, neopredijeljeni i nepoznato - 1 (0,76%)

### 2013.
Prema popisu iz 2013. godine bilo je bez stanovnika.